# José Calvário
José Carlos Barbosa Calvário (Porto, 1951 — Oeiras, 17 de junho de 2009) foi um maestro português. É considerado um dos melhores orquestradores e arranjadores de Portugal. Foi ainda compositor, destacando-se clássicos da música portuguesa como "E Depois do Adeus" e "Flor Sem Tempo".

## Biografia
José Calvário iniciou os estudos musicais em meados de 1956, praticando no piano. No ano seguinte, no Conservatório de Música do Porto, executou o seu primeiro recital e em 1961, com apenas dez anos de idade, deu o seu primeiro concerto juntamente com a Orquestra Sinfónica do Porto dirigida pelo maestro Silva Pereira.
Mudou-se depois para a Suíça, onde os pais queriam que se formasse em Economia. Em 1968, Calvário fez parte de uma Orquestra de jazz suíça. Em Portugal tocou com os Psico de Toni Moura.
Em 1971 regressou de vez a Portugal, mudando-se para a cidade de Lisboa. Na capital portuguesa, começou a trabalhar como arranjador e produtor. Faz o seu primeiro arranjo para a canção "E Alegre se Fez Triste" de Adriano Correia de Oliveira (no álbum Gente de Aqui e de Agora). Com José Sottomayor foi o autor da canção "Flor Sem Tempo", interpretada por Paulo de Carvalho. O tema ficou em 2.º lugar no Festival RTP da Canção de 1971. Lança o álbum "Música Nova".
No festival do ano seguinte, 1972, foi o autor de "A Festa da Vida" tema que Carlos Mendes levou ao Festival da Eurovisão, obtendo a mais alta classificação que um músico português já tivera.
Colabora no disco Fala do Homem Nascido, gravado em 1972 nos estúdios Celada em Madrid. O disco, com a poesia de António Gedeão, teve a participação de José Niza, Carlos Mendes, Duarte Mendes, Tonicha e Samuel.
No Festival RTP da Canção de 1973 é autor das canções de Duarte Mendes e Tonicha. Lança um álbum com versões de 10 músicas participantes no festival desse ano.
É o autor da música de "E Depois do Adeus" tema interpretado por Paulo de Carvalho que venceu o Festival RTP da Canção de 1974 e que viria a ser a primeira senha do 25 de Abril. Nesse ano lança o disco E Depois do Festival.
Em 1977 lançou o álbum The Best Disco In Sound em que adaptava clássicos como "Coimbra", "Canção do Mar" e "Lisboa Antiga".
A RTP deu todos os meios necessários e o "TV Show" permitiu mostrar que Portugal possuía uma orquestra de música ligeira composta por músicos de craveira europeia referiu José Calvário na contracapa do disco Orquestra e Som de José Calvário/81.
Com a participação da Orquestra Filarmónica de Londres (The London Philharmonic Orchestra) lançou álbuns como Saudades (1985) e Saudades Vol. 2 (1986) que obtiveram grande sucesso.
Entre 1986 e 1992 grava com a Orquestra Sinfónica de Londres (London Symphony Orchestra) todas as bandas sonoras da série de animação "Boa noite, Vitinho!" da RTP1.
Em 1988, trabalhou com Fernando Tordo no disco Menino Ary dos Santos. Ainda em 1988 grava, novamente com a Orquestra Sinfónica de Londres, o disco Cinema Português.
No ano de 1991, compôs o seu primeiro concerto para orquestra.
Em 1993 lançou, com chancela da Movieplay, o Saudades Vol. III, agora com a Orquestra Sinfónica de Londres.
Com a Orquestra Sinfónica do Estado Húngaro (Magyar Állami Hangversenyzenekar gravou o álbum Mapas lançado em 1996 pela editora Strauss. Também em 1996 é editado pela Movieplay o álbum The London Philharmonic Orchestra do guitarrista português António Chainho em que a Orquestra Filarmónica de Londres foi dirigida pelo José Calvário.
Colabora no álbum Reserva Especial (2001) de Luís Represas que foi gravado com a Orquestra Sinfónica da República Checa. Foi autor da banda sonora do filme Kiss Me (2004).
Em Novembro de 2008 José Calvário sofreu um enfarte que o deixou em estado vegetativo. Em Fevereiro de 2009 foi homenageado pela RTP durante o Festival RTP da Canção, com um bailado inspirado em algumas das canções com que participou neste festival.
José Calvário faleceu com 58 anos em Oeiras, em 17 de Junho de 2009.

## Discografia
- José Calvário - “Música Nova” - (LP, Orfeu, 1971)
- Mário Veigas - “Palavras Ditas” - (LP, Orfeu, 1972)
- Carlos Mendes  - "A Festa da Vida", "Glow Worm" - Eurovision 1972, Portugal - (45 rpm, Ariola, 1972)
- Florência ‎– "Canção Por TI", "Passeio" - (45 rpm, Orfeu, 1972)
- António Gedeão - José Niza - Carlos Mendes - Duarte Mendes – Samuel - Tonicha - “Fala Do Homem Nascido” - (Orfeu, 1972)
- José Calvário - “Festival 10 Canções” (LP, Orfeu, 1973)
- José Calvário - “Eurovisão 10 Canções” (LP, Orfeu, 1973)
- Orquestra dirigida por José Calvário - “Canções De Sucesso” - (LP, Orlador, 1973)
- Tonicha, “A Rapariga e o Poeta”, “Contraluz” – (EP, Orfeu 1973)
- Paulo de Carvalho - "I'll be there with you" - (45 rpm, Orfeu, 1973)
- Orquestra de José Calvário ‎– "...E Depois Do Festival" - (LP, Orfeu, 1974)
- Paulo de Carvalho ‎– "E Depois Do Adeus" - (45 rpm, Orfeu, 1974)
- Orquestra de José Calvário - “As Coisas Que Eu Invento (Nº1)” Single Coimbra (Imavox, 1977)
- José Calvário - “The Best Disco In Sound” - (Album Carroussel, 1977)
- José Calvário - “What The World Needs Now" - (Máxi-Single, Orfeu, 1978)
- José Calvário - “A Love In Four Seasons” - (Imavox, 1979)
- José Calvário - “Orquestra & Som de José Calvário” - (LP, Danova,1981)
- Fernando Tordo – “Quem Quer Viver”  (Album Adeus Tristeza - Gatefold, 1982)
- Paulo de Carvalho ‎– “A Arte e a Música de Paulo de Carvalho” - (LP, Philips, 1982)
- Samuel - Ainda Um Jardim Aqui / A Alegria Vinha no Jornal - (45 rpm, Orfeu, 1983)
- Helena Isabel - “Porta Aberta / Mar Amor” - (Orfeu,1983)
- José Calvário - Saudades com The London Symphony Orchestra - (LP, CBS/SONY, 1985)
- Nuno & Henrique - “Meia De Conversa” – (45 rpm, CBS/Sony, 1985)
- "Boa noite, Vitinho!" (single 1: 1986, Ovação | single 2: 1988, Ovação | single 3: 1991, Ovação | sigle 4: 1992, Sony Música)
- José Calvário - Saudades Vol. II com The London Symphony Orchestra - (LP, CBS/Sony, 1986)
- Dora ‎– Voltarei (I ll come back) (45 rpm, CBS, Sony, 1988)
- José Calvário, The London Symphony Orchestra ‎– Cinema Português - Banda Sonora (CBS/Sony, 1988)
- Nicky North ‎– “Love, King Of The Universe”, “You're Never Satisfied” - (Orfeu)
- Fernando Tordo, “O Menino Ary dos Santos” - (CBS/Sony,1988)
- José Calvário - Saudades Vol. III com The London Symphony Orchestra - (CD, Movieplay, 1993)
- José Calvário - The London Symphony Orchestra - (Movieplay, 1994)
- Frei Hermano da Câmara, The London Philharmonic Orchestra, The London Philharmonic Choir, José Calvário - “Missa Portuguesa” - (CD, PE Movieplay, 1994)
- José Calvário - “Mapas” com o Hungarian State Symphony Orchestra - (CD, Strauss/CNM, 1996)
- António Chainho ‎– The London Philharmonic Orchestra - (PE Movieplay, 1996)
- Luís Represas - "Reserva Especial" com a Orquestra Sinfónica da República Checa - (Mercury, 2001)
- José Calvário - “Kiss Me” (Banda Sonora Original) - (Universal Music, 2004)
- "Boa noite, Vitinho!" - (Sony, 2018)